# Hétérophorie
Cet article possède un paronyme, voir Hétérophobie.
L'hétérophorie est un strabisme latent constaté lorsque les yeux sont au repos physiologique, découvert en 1860 par Hermann von Helmholtz. Il s'agit d'une déviation des globes oculaires n'apparaissant que lorsque la vision des deux yeux est dissociée. 
L'hétérophorie, à la différence de l'hétérotropie, ou strabisme, n'est pas une déviation permanente. Elle peut être divergente (exophorie), convergente (ésophorie) ou dirigée vers le haut (hyperphorie). Relativement fréquente, elle est due à l'atonie d'un ou plusieurs muscles oculomoteurs.

## Symptômes
L'hétérophorie peut entraîner une fatigue visuelle (rougeur de l'œil, maux de tête) lors de la fixation prolongée, par exemple lors d'un travail sur écran. Un bilan orthoptique (qui étudie les troubles oculomoteurs et ceux de la vision binoculaire) permet de la mettre en évidence. Pour cela, on fait fixer au sujet un point précis en interposant un cache devant chacun des deux yeux alternativement. Lorsqu'on enlève le cache, on constate la déviation temporaire de l'œil caché, qui récupère très vite le point de fixation.

## Traitement
Les hétérophories mal tolérées peuvent être traitées par une rééducation orthoptique. Différents traitements sont efficaces :
- le port d’une correction optique totale adaptée à la réfraction sous atropine à but cycloplégique, afin de paralyser la mise au point. La priorité du traitement est la lutte contre l’amblyopie, et non pas le strabisme ;
- la pénalisation du bon œil afin de faire travailler le mauvais (œil dit paresseux) ;
- l'occlusion totale maximale du lever au coucher (pansements spéciaux), un traitement agressif ;
- l'occlusion intermittente, optique (verre opaque), médicamenteuse (atropine) ;
- le traitement par la strychnine, efficace dans 75 % des cas[2].

## Chirurgie
L'opération s'effectue entre 3 et 6 ans, toujours après un traitement médical et la lutte contre l’amblyopie. Elle n'est envisageable que s’il persiste une déviation importante après correction optique adaptée et lutte contre l’amblyopie fonctionnelle.
Son but est essentiellement esthétique. La procédure chirurgicale musculaire est sous anesthésie générale, sur un œil ou les deux. Le protocole chirurgical consiste soit à affaiblir un muscle (en reculant son insertion sur la sclère) soit en renforçant son action (par résection musculaire ou plissement musculaire).
Efficace, la réintervention est possible.